# Jane Berlandina
Jane Clara Howard Berlandina, née le 15 mars 1895 à Nice et morte en 1970 à New York, est une artiste-peintre franco-américaine.

## Biographie
Jane Clara Victoria Berlandina est née en 1895 à Nice,, fille d'Édith Nathan et Alfred Berlandina, négociant, nés à Londres. Elle descend d'Abraham Berlandina, imprimeur né à Gênes, d'origine anglo-italienne, installé à Nice dans les années 1850, et propriétaire d'une importante épicerie fine.
Elle devient élève à l'École nationale supérieure des arts décoratifs sous la direction de Henri Matisse et Raoul Dufy.
Elle expose un portrait avec la Société nationale des beaux-arts en 1923 et à la galerie Le Nouvel Essor en 1927 avec Marie Laurencin et Hermine David. Elle livre des illustrations à Lectures pour tous, et pour certains éditeurs d'ouvrages.
En 1928, elle part enseigner à Tarrytown, au nord de New York. L'année suivante, en mars, elle présente des aquarelles à la Joseph Brummer Gallery (Manhattan) ; en 1930, elle y présente cette fois des huiles sur toile.
Elle épouse Henry Temple Howard (1894-1967), architecte américain, entre autres de la Coit Tower (San Francisco), où elle exécute l'une des peintures murales dans le cadre du Federal Art Project (1935-1943). En 1931, le couple va s'installer à San Francisco.
Dans les années 1930, elle collabore avec l'Opéra de San Francisco, entre autres pour Adolph Bolm (costumes du ballet Danse noble, 1934).
En janvier 1941, elle décore de ses peintures une partie du Mocambo (nightclub) (en) sur West Hollywood.
En janvier 1953, se tient son exposition personnelle à la Hugo Gallery (New York).
Elle meurt en 1970 à New York.

## Œuvre

### Peintures murales, toiles et panneaux
- Stand de la Société des Nations, Exposition internationale des arts décoratifs et industriels modernes, 1925.
- Home Life (1935), Coit Tower, San Francisco
- Still Life with Potted Plant, huile sur toile, 1935, SFMoma[10].
- Creusons notre ombre, huile sur toile, 1963, Saint-Louis, Mildred Lane Kemper Art Museum (en)[11].

### Ouvrages illustrés
- Gaston Charbonnier, Le Grain des heures. Poèmes, préface de Robert de Flers, bois de Francine Cappatti-Bensa, Éditions des « Tablettes », 1924.
- Marcel Barrière, Le Mauvais Éros. Chronique de mœurs du second Empire, Éditions du monde moderne, 1926.
- Louis Chaffurin, Tom and Tim, Librairie Larousse, s.d. [1928].
- Rachilde, L'Heure sexuelle, col. Les Maîtres de la plume, Baudinière, s.d.
- (en) Kathleen Tankersley Young, Apology for Love, poèmes, New York, The Modern Editions, 1933.
- Diverses partitions musicales.